# Petar Gligorovski
Petar Gligorovski (Perica Panov , 7. února 1938, Skopje – 4. prosince, 1995, Skopje) byl severomakedonský komiksář, grafik, malíř, fotograf a filmový režisér a scenárista animovaných filmů. Tvořil v různých městech bývalé Jugoslávie, zvláště v Záhřebu, Bělehradu a Skopje, kde vytvořil neoficiální animátorské školy.
Dokončil čtyři animované filmy, dva dokončit nestihl.
Gligorovski získal vysokoškolské vzdělání na Akademii výtvarných umění v Bělehradě a potom se na Záhřebské škole animovaného filmu specializoval jako technický animátor. Po návratu do Skopje vytvořil autor od roku 1963 do roku 1968 sérii animovaných filmů pro děti pro TV Skopje. Jeho film "Embrion № M" (1971) byl příklad osobní interpretaci pozdní moderny.
Jeho estetický styl se vyznačuje polychromatickými obrysy, používáním podprahových tvarů a široké škály slovanského, řeckého a křesťanského symbolizmu zapouzdřeného leitmotivy věčných lidských témat jako jsou láska, válka, odcizení, existencialismus, náboženství, opakování se historie a další.

## Režijní filmografie
- 1971 – Embrion № M ("Zvláštní cena pro režiséra", Bělehrad)
- 1976 – Feniks ("Stříbrný medvěd", Berlínský mezinárodní filmový festival, 1977; "Grand Prix"" na festivalu v Annecy, 1977)
- 1977 – Adam: 5 do 12 ("Zlatá medaile Bělehrad", Bělehrad 1977)
- 1985 – A